# Рушір
Руші́р — річка в Українських Карпатах, у межах Косівського району Івано-Франківської області. Права притока Лючки (басейн Пруту).

## Опис
Довжина 11 км, площа басейну 34,6 км². Похил річки 38 м/км. Річка гірського типу. Долина вузька і глибока, у багатьох місцях заліснена. Річище слабозвивисте (у пониззі більш звивисте), є перекати і водоспади (наприклад, Рушірський водоспад, водоспад «Під Пугачівкою»), дно кам'янисте і з галькою.

## Розташування
Рушір бере початок на південь від села Акрешори. Тече серед гір масиву Покутсько-Буковинські Карпати переважно на північний схід (у пригирловій частині — на північ). Впадає до Лючки біля північно-східної околиці села Люча.